# Friedrich Wilhelm Foerster
Friedrich Wilhelm Foerster (né le 2 juin 1869 à Berlin - mort le 9 janvier 1966 à Kilchberg) était un philosophe et un pacifiste allemand. Son livre publié en 1905 Christentum und Klassenkampf est considéré comme son œuvre principale. Foerster est le fils de l'astronome Wilhelm Foerster, l'ancien directeur de l'Observatoire de Berlin et professeur à l'université Humboldt de Berlin. Son frère, Karl Foerster, était un célèbre horticulteur.

## Biographie
Friedrich Wilhelm Fœrster étudie la philosophie, l'économie et la physiologie à l'université de Fribourg-en-Brisgau et Berlin. Sa thèse de doctorat rédigée en 1893 porte le titre Der Entwicklungsgang der Kantischen Ethik bis zur Kritik der reinen Vernunft (Le Cheminement de l'éthique de Kant jusqu'à la critique de la raison pure). Deux ans plus tard, il est condamné pour crime de lèse-majesté.
En 1898, il devient agrégé à l'université de Zurich avec un travail intitulé Willensfreiheit und sittliche Verantwortlichkeit. Eine sozialpsychologische Untersuchung (Libre arbitre et responsabilité morale. Une étude socio-psychologique). De 1898 à 1912, Fœrster est professeur privé en philosophie et pédagogie morale à l'université et à l’École polytechnique fédérale de Zurich. En 1913 et 1914, il est professeur à l'université de Vienne. En 1914, il est nommé professeur à l'université de Munich où il enseigne la pédagogie et la philosophie.
Fœrster se confronte de manière critique à la politique militaire de l'Allemagne pendant la Première Guerre mondiale ainsi qu'à la question de la responsabilité qui selon lui échoit à l'Allemagne. À cause de ses positions politiques et éthiques, il est isolé au sein du mouvement pacifiste et massivement attaqué par les cercles nationalistes, ce qui le force à démissionner en 1920. La même année, il retourne à Munich puis part s'installer en France en 1926. Il condamne ouvertement l'Anschluss. Alors que le monde politique allemand et le mouvement pacifiste en particulier tente d'obtenir une révision du traité de Versailles, Foerster s'engage publiquement pour une politique de collaboration avec les autres pays européens, faute de quoi l'Allemagne ne pourrait pas progresser politiquement.
Ne s'intégrant pas au sein du mouvement pacifiste, Fœrster fonde sa propre revue Die Zeit qui paraît de 1930 à 1933. Pour Fœrster, la question de la responsabilité doit être au centre de la réflexion. Ne pas s'y pencher mène inéluctablement à une stagnation de la situation politique de l'Allemagne, cette dernière étant mise au ban des puissances européennes. Fœrster, qui dans son œuvre aborde des thèmes éthiques, politiques, sociaux, religieux ou sexuels, revendique une réforme de l'éducation selon des bases chrétiennes et éthiques. Pour lui, la mission première de l'éducation est la constitution du caractère et de la volonté tout comme la formation de la conscience. La politique ne saurait se concevoir sans la sphère religieuse. Comme l'écrit Anne-Marie Saint-Gille : « F.W. Fœrster apportait donc une réponse religieuse et éthique à la crise de la civilisation occidentale ».
Après l'arrivée au pouvoir des nationaux-socialistes en Allemagne en 1933, les œuvres de Fœrster sont brûlées publiquement. Lors de l'autodafé de Berlin le 10 mai 1933, on brûle ses livres pour agir « contre la mentalité honteuse et la trahison politique ». Dans son écrit Die tödliche Krankheit des deutschen Volkes (La maladie mortelle du peuple allemand) publiée en Suisse et en France, il avait mis en garde avec insistance contre le régime nazi.
Fœrster est inscrit sur la première liste d'expulsion signée le 23 août 1933 par le ministre de l'Intérieur du Reich. Après l'occupation de la France en 1940, Fœrster part pour le Portugal puis émigre aux États-Unis. Il vit jusqu'en 1963 à New York et rentre enfin en Suisse, à Kilchberg où il passe les dernières années de sa vie dans un sanatorium.
En 1953 paraissent ses mémoires sous le titre Erlebte Weltgeschichte. 1869 -1953.En 1946, il avait mis en garde dans un article à succès dans la Neue Zürcher Zeitung contre la « prussification du monde entier » qui se déroulerait si les Allemands ne parvenaient pas à expier cette faute et ne contribueraient pas de manière constructive à une « nouvelle sacralisation de toutes les valeurs nobles de l'humanité ». D'ailleurs pour Fœrster, c'est bien le modèle prussien qui a conduit à l'installation du régime national-socialiste.

## Œuvres
- Weltpolitik und Weltgewissen. Munich, Verlag für Kulturpolitik, 1919.
- Mein Kampf gegen das militaristische und nationalistische Deutschland. Stuttgart: Verlag Friede durch Recht, 1920.
- L'Europe et la Question allemande. Plon, 1937 [Europa und die Deutsche Frage].
- Angewandte Religion oder Christsein inmitten der gegenwärtigen Welt. Fribourg, Herder Verlag, 1961.